# Prolatoia
Prolatoia is een geslacht van vlinders van de familie slakrupsvlinders (Limacodidae).

## Soorten
- P. eburnata Fletcher D. S., 1968
- P. perileuce Holland, 1893
- P. sjostedti (Aurivillius, 1898)